# Борислав Новачков
Борислав Стефанов Новачков (болг. Борислав Стефанов Новачков; нар. 29 листопада 1989, Раднево, Старозагорська область) — болгарський борець вільного стилю, срібний та бронзовий призер чемпіонатів Європи, учасник Олімпійських ігор.

## Біографія
Боротьбою почав займатися з 1999 року.
Тренувався в Каліфорнійському регіональному тренувальному центрі під керівництвом Джаміля Келлі (США). З 2017 року тренується у Серафима Барзакова. Представляє спортивний клуб «Локомотив» з Русе.

## Спортивні результати на міжнародних змаганнях

### Виступи на Олімпіадах
| Змагання                    | Збірна   | Вагова категорія          | Місце |
| --------------------------- | -------- | ------------------------- | ----- |
| Літні Олімпійські ігри 2016 | Болгарія | вільна боротьба, до 65 кг | 8     |

### Виступи на Чемпіонатах світу
| Змагання                        | Збірна   | Вагова категорія          | Місце |
| ------------------------------- | -------- | ------------------------- | ----- |
| Чемпіонат світу з боротьби 2013 | Болгарія | вільна боротьба, до 66 кг | 23    |
| Чемпіонат світу з боротьби 2014 | Болгарія | вільна боротьба, до 65 кг | 13    |
| Чемпіонат світу з боротьби 2015 | Болгарія | вільна боротьба, до 65 кг | 13    |

### Виступи на Чемпіонатах Європи
| Змагання                         | Збірна   | Вагова категорія          | Місце  |
| -------------------------------- | -------- | ------------------------- | ------ |
| Чемпіонат Європи з боротьби 2014 | Болгарія | вільна боротьба, до 65 кг | Бронза |
| Чемпіонат Європи з боротьби 2017 | Болгарія | вільна боротьба, до 65 кг | Срібло |

### Виступи на Європейських іграх
| Змагання              | Збірна   | Вагова категорія          | Місце |
| --------------------- | -------- | ------------------------- | ----- |
| Європейські ігри 2015 | Болгарія | вільна боротьба, до 65 кг | 7     |

### Виступи на інших змаганнях
| Змагання                                                         | Збірна   | Вагова категорія          | Місце  |
| ---------------------------------------------------------------- | -------- | ------------------------- | ------ |
| Міжнародний меморіал Дейва Шульца 2013                           | Болгарія | вільна боротьба, до 66 кг | Бронза |
| Турнір Дана Колова — Николи Петрова 2013                         | Болгарія | вільна боротьба, до 66 кг | 11     |
| Меморіал Вацлава Циолковського 2013                              | Болгарія | вільна боротьба, до 66 кг | 19     |
| Міжнародний турнір Ньюйоркського атлетичного клубу 2013          | Болгарія | вільна боротьба, до 66 кг | Бронза |
| Міжнародний меморіал Дейва Шульца 2014                           | Болгарія | вільна боротьба, до 65 кг | 4      |
| Турнір Яшара Догу 2014                                           | Болгарія | вільна боротьба, до 65 кг | 5      |
| Турнір Дана Колова — Николи Петрова 2014                         | Болгарія | вільна боротьба, до 65 кг | Срібло |
| Турнір Яшара Догу 2015                                           | Болгарія | вільна боротьба, до 65 кг | Срібло |
| Турнір Дана Колова — Николи Петрова 2015                         | Болгарія | вільна боротьба, до 65 кг | Золото |
| Турнір Дана Колова — Николи Петрова 2016                         | Болгарія | вільна боротьба, до 65 кг | Срібло |
| Олімпійський кваліфікаційний турнір з боротьби 2016 (Зренянин)   | Болгарія | вільна боротьба, до 65 кг | 7      |
| Олімпійський кваліфікаційний турнір з боротьби 2016 (Улан-Батор) | Болгарія | вільна боротьба, до 65 кг | 4      |
| Олімпійський кваліфікаційний турнір з боротьби 2016 (Стамбул)    | Болгарія | вільна боротьба, до 65 кг | Золото |
| Турнір Дана Колова — Николи Петрова 2017                         | Болгарія | вільна боротьба, до 65 кг | Золото |
| Турнір Яшара Догу 2020                                           | Болгарія | вільна боротьба, до 65 кг | 9      |